# Religionspädagogisches Institut Loccum

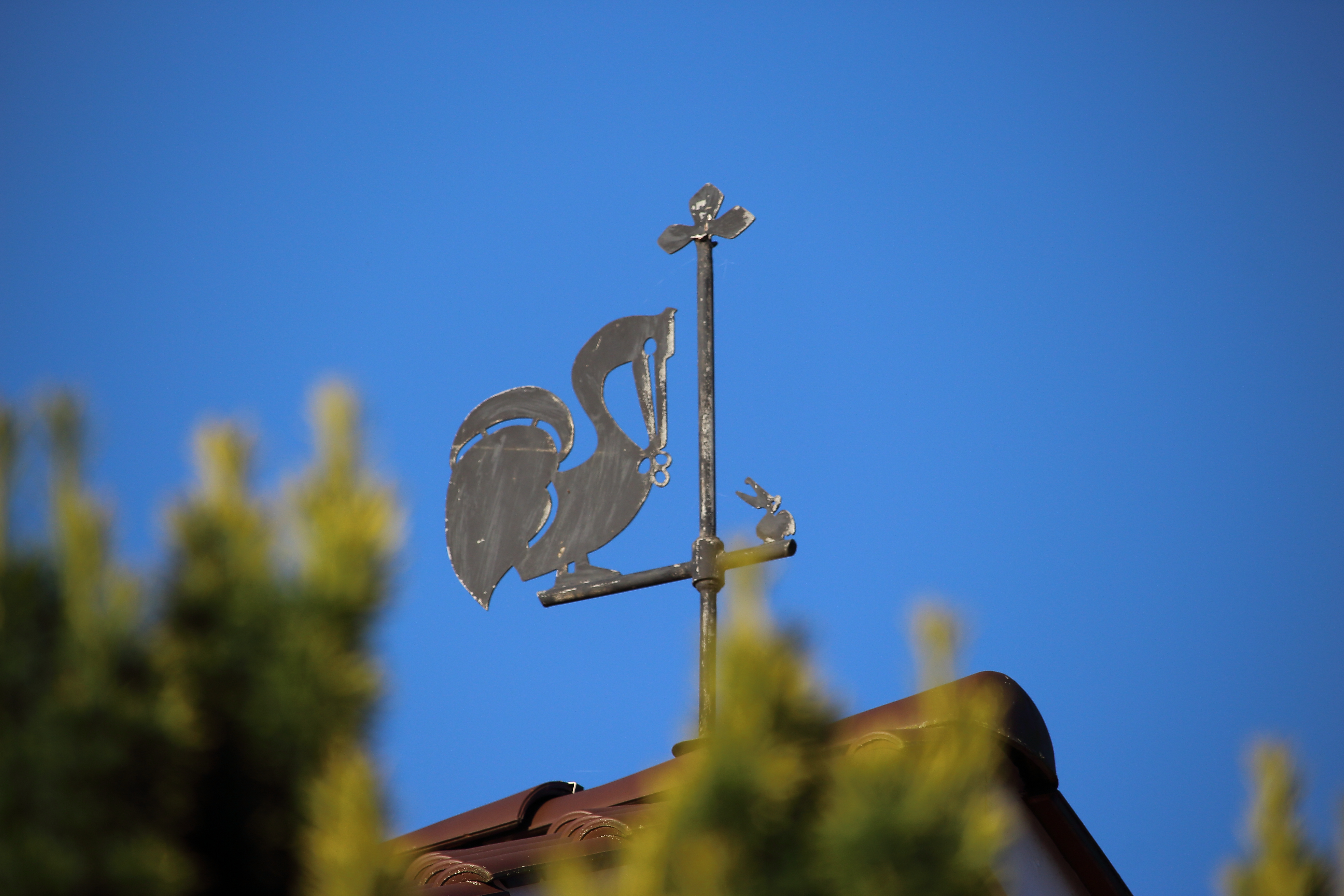
Der Pelikan ist das Wahrzeichen des Religionspädagogischen Instituts Loccum.

Das Religionspädagogische Institut Loccum (RPI) ist das Fort- und Weiterbildungsinstitut der Evangelisch-lutherischen Landeskirche Hannovers. Als unselbstständige Einrichtung wird es anteilig von der Landeskirche und der Konföderation evangelischer Kirchen in Niedersachsen getragen. Es wurde 1950 als katechetisches Amt gegründet, eine Vorläuferinstitution gab es seit 1940. Das RPI übernimmt einen Teil der Bildungsverantwortung für Kirche in Schulwesen, Gemeindearbeit und Gesellschaft. Sein Auftrag und seine Aufgaben werden seit 1965 durch das Kirchenrecht der Evangelisch-lutherischen Landeskirche Hannovers geregelt.

## Aufgaben

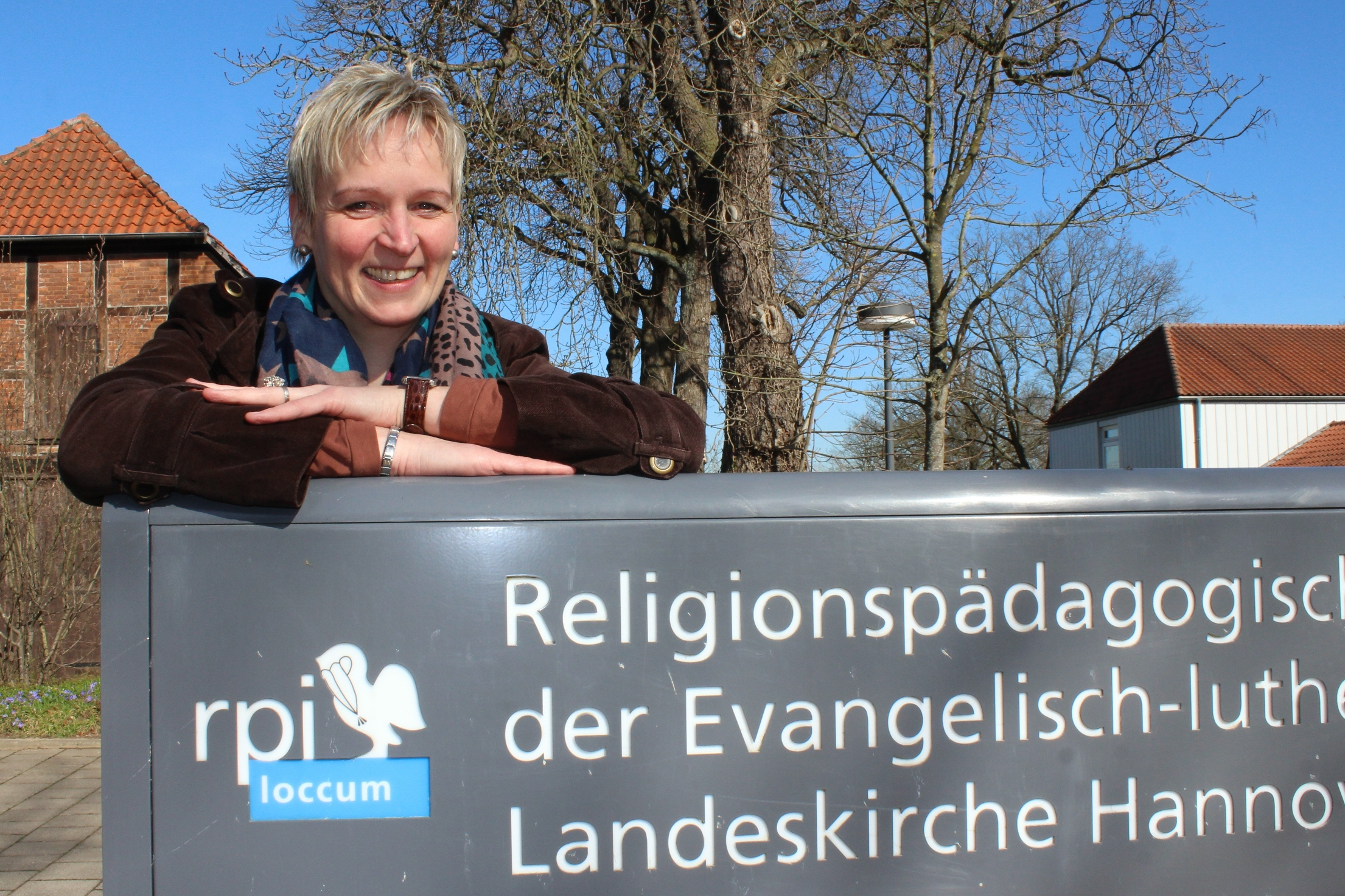
RPI-Rektorin Silke Leonhard, 2014

Das RPI bietet für religionspädagogische Berufe Fort- und Weiterbildungen an. Darüber hinaus veranstaltet es Fachtagungen unterschiedlicher Art. Religionslehrkräfte aller Schulformen im allgemein- und berufsbildenden Bereich nehmen an Tagungen zum Erhalt der Vokation – der kirchlichen Unterrichtsbestätigung – teil, absolvieren eine schulseelsorgerliche Langzeitfortbildung oder erproben neue Impulse für den Religionsunterricht.
Pastoren und Diakone bekommen Anregungen für ihre Konfirmandenarbeit. Pädagogische Fachkräfte werden darin geschult, zur evangelischen Profilierung von Kitas beizutragen. Darüber hinaus werden im RPI Vikare der Kirchen Hannovers, Braunschweig, Schaumburg-Lippe, Oldenburg sowie Bremen auf die religions- und gemeindepädagogischen Aufgaben in der Gemeinde und Schule vorbereitet. Zu den Arbeitsbereichen zählen außerdem vor allem Schulseelsorge, Theologische Fortbildung, Kirchenpädagogik, Inklusion und Medienpädagogik. Das Bildungsangebot richtet sich zum Teil auch an ehrenamtliche Mitarbeitende.
Zu den Aufgaben des RPI gehört es außerdem, für Schulen und Kirchengemeinden religionspädagogische Materialien bereitzustellen, die ein grundlegendes Verständnis der christlichen Religion und ihrer Glaubens- und Lebensformen ermöglichen und zugleich die Unterschiede zu und Gemeinsamkeiten mit anderen Weltreligionen und Weltanschauungen aufzeigen.

## Kooperationen
Die Arbeit des RPI findet in Kooperation mit verschiedenen staatlichen, gesellschaftlichen und kirchlichen Partnern statt. Im Auftrag der Konföderation und im Einvernehmen mit dem Niedersächsischen Kultusministerium führt das RPI Konferenzen für die dem Kultusministerium nachgeordneten Behörden, Schulleitungen aller Schulformen, gesellschaftliche Multiplikatoren und Funktionsträger durch und richtet bildungs-, schultheoretische und schulpolitische Fachtagungen aus. In Kooperationen mit Universitäten werden angehende Religionslehrkräfte kirchlich gefördert. In Veranstaltungsreihen mit Experten aus unterschiedlichen akademischen Fachbereichen werden außerdem theologisch-pädagogische, gesellschaftspolitische, sozialwissenschaftliche und interreligiöse Entwicklungen aufgegriffen. Das RPI arbeitet in unterschiedlichen religionspädagogischen Fachkommissionen und nationalen sowie internationalen Arbeitszusammenhängen zu verschiedenen thematischen Schwerpunkten mit. In Ostfriesland werden die religionspädagogischen Aktivitäten von der Arbeitsstelle für evangelische Religionspädagogik Ostfriesland (ARO) in Aurich organisiert und durchgeführt, die institutionell eng mit dem RPI verbunden ist.

## Themenspektrum
Das Themenspektrum umfasst unter anderem die Lebenswelten von Kindern und Jugendlichen, Schul- und Unterrichtsentwicklung, neueste wissenschaftliche Erkenntnisse aus Theologien der christlichen und anderen Religionen sowie aus anderen Wissenschaften, die Rolle von religiöser Praxis und Medien in Unterricht, die Zukunft des Religionsunterrichts, Perspektiven zu Themenbereichen wie Flucht und Ankommen, Zukunft, Demokratie, Nachhaltigkeit und etliches mehr.
Darüber hinaus berät das RPI die Landeskirche und die Konföderation in verschiedenen pädagogischen Aufgabenbereichen kirchlicher Arbeit und verfasst Gutachten für die evangelischen Kirchen in Niedersachsen. Dazu zählen zum Beispiel Schulbuchgutachten, Stellungnahmen zu Erlassentwürfen des niedersächsischen Kultusministeriums oder Akkreditierungen von Studiengängen Ev. Religion.

## Publikationen
Ein großer Teil der Arbeit des RPI Loccum wird regelmäßig vom Institut veröffentlicht. Seit 1965 unterstützen Publikationen wie zum Beispiel Arbeitshilfen der Reihe „Loccumer Impulse“ Lehrkräfte aller Schulformen im Religionsunterricht oder Pastoren und Diakone in der Konfirmandenarbeit. Die Reihe „Loccumer Perspektiven“ stellt Grundsatzbeiträge, elementare Texte und religionspädagogische bzw. didaktische Diskussionsbeiträge bereit. Der „Loccumer Pelikan“, das vom RPI Loccum herausgegebene religionspädagogische Fachmagazin, informiert themenzentriert viermal im Jahr über Grundsatzfragen religionspädagogisch relevanter Themen und hält praktische Hilfen für die Arbeit an Schulen und in Gemeinden bereit. Alle Angebote, Informationen sowie Materialien für die praktische Arbeit vor Ort finden sich zudem auf der Internetseite des RPI.

## Rektorinnen und Rektoren
- 1950–1965: Karl Witt
- 1966–1972: Hans Bernhard Kaufmann
- 1973–1980: Christoph Bizer
- 1980–1987: Gerhard Besier
- 1987–1994: Jörg Ohlemacher
- 1995–2003: Bernhard Dressler
- 2003–2012: Friedhelm Kraft
- Seit 2013: Silke Leonhard

## Tagungsstätte
Das RPI verfügt zusammen mit den anderen Einrichtungen auf dem Loccumer Campus über eine moderne Tagungsstätte. Neben  Tagungsräumen verschiedener Größe bietet diese Platz für bis zu 175 Übernachtungsgäste. Der laufende Betrieb der Tagungsstätte wird durch die Kirchliche Verwaltungsstelle Loccum für die Einrichtungen gewährleistet.